# Brabantul de Nord
Brabantul de Nord (neerlandeză Noord-Brabant) este o provincie în sudul Țărilor de Jos. Capitala este 's-Hertogenbosch (sau Den Bosch) și alte orașe importante sunt Breda, Eindhoven, Tilburg și Roosendaal.

## Comune
Brabantul de Nord este împărțiț în 64 de comune. Înainte de anii 1990, aproape fiecare oraș a fost o comună separată, dar după reforma administrativă din anii 1990, orașe mai mici au fost incorporate în comune mai mari, reducând numărul de comune în provincie.
| - Aalburg - Alphen-Chaam - Asten - Baarle-Nassau - Bergeijk - Bergen op Zoom - Bernheze - Best - Bladel - Boekel - Boxmeer - Boxtel - Breda - Cranendonck - Cuijk - Deurne - Dongen - Drimmelen - Eersel - Eindhoven - Etten-Leur - Geertruidenberg | - Geldrop-Mierlo - Gemert-Bakel - Gilze en Rijen - Goirle - Grave - Haaren - Halderberge - Heeze-Leende - Helmond - 's-Hertogenbosch - Heusden - Hilvarenbeek - Laarbeek - Landerd - Loon op Zand - Meierijstad - Mill en Sint Hubert - Moerdijk - Nuenen, Gerwen en Nederwetten - Oirschot - Oisterwijk | - Oosterhout - Oss - Reusel-De Mierden - Roosendaal - Rucphen - Sint Anthonis - Sint-Michielsgestel - Someren - Son en Breugel - Steenbergen - Tilburg - Uden - Valkenswaard - Veldhoven - Vught - Waalre - Waalwijk - Werkendam - Woensdrecht - Woudrichem - Zundert |

## Legături externe
nl Site-ul oficial